# Suomussalmi
Suomussalmi is een gemeente in de Finse provincie Oulu en in de Finse regio Kainuu. De gemeente heeft een landoppervlakte van 5.270,43 km² en telt 7.367 inwoners (2022).

## Geboren in Suomussalmi
- Kaarlo Juho Ståhlberg (1865-1952), politicus (eerste president van Finland)
- Tero Penttilä (1979), voetballer
- Heikki Kovalainen (1981), autocoureur

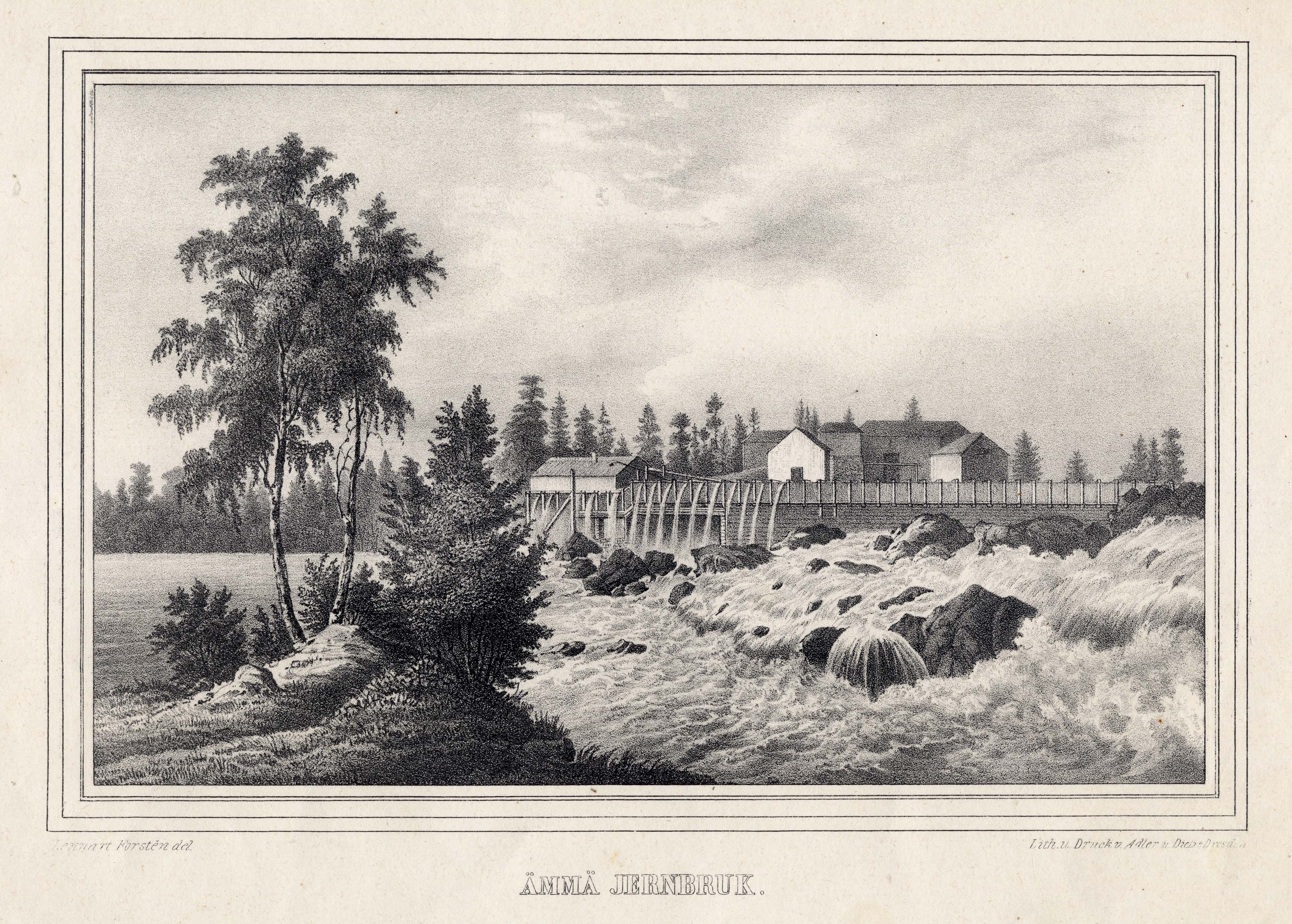
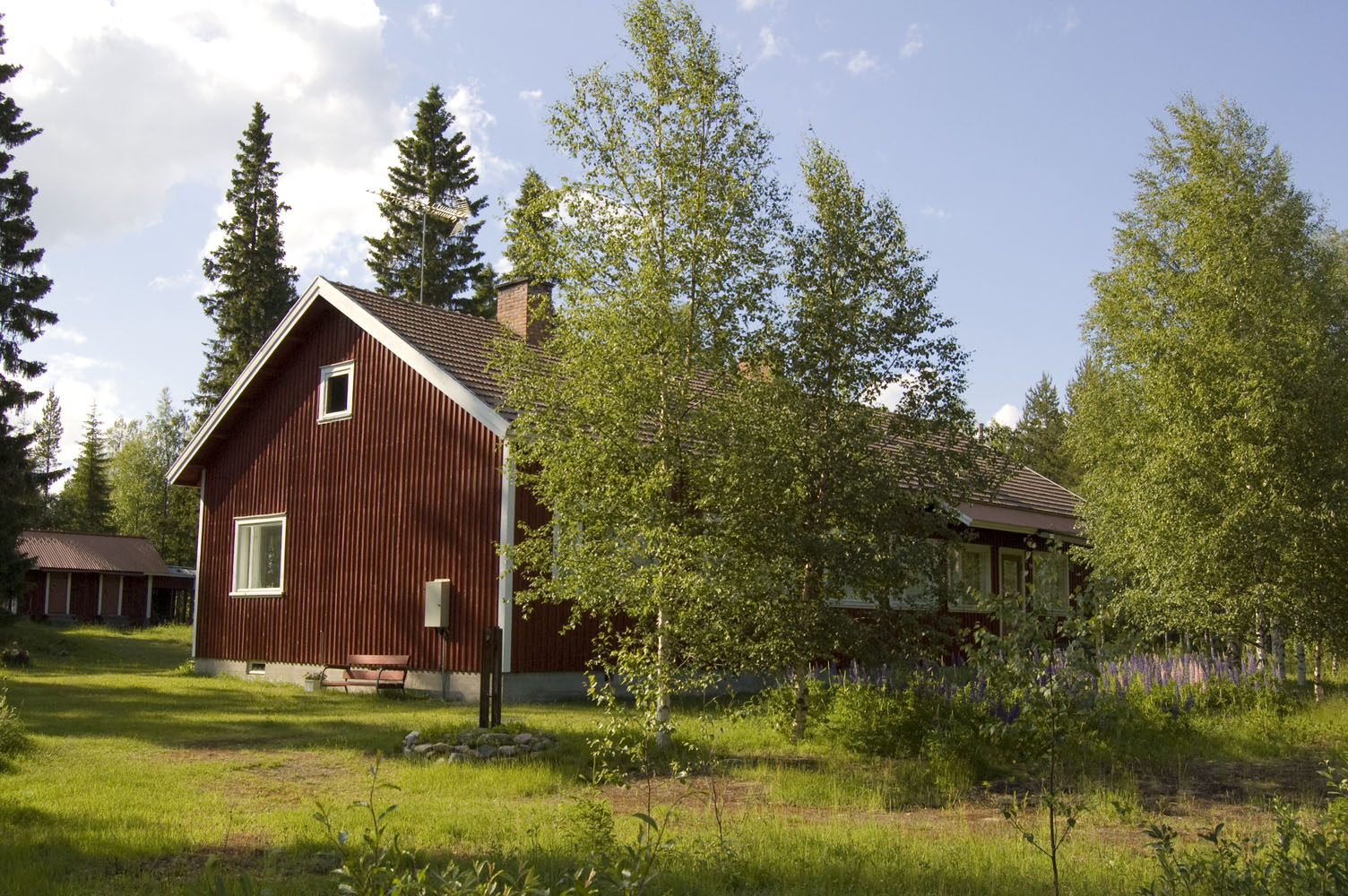
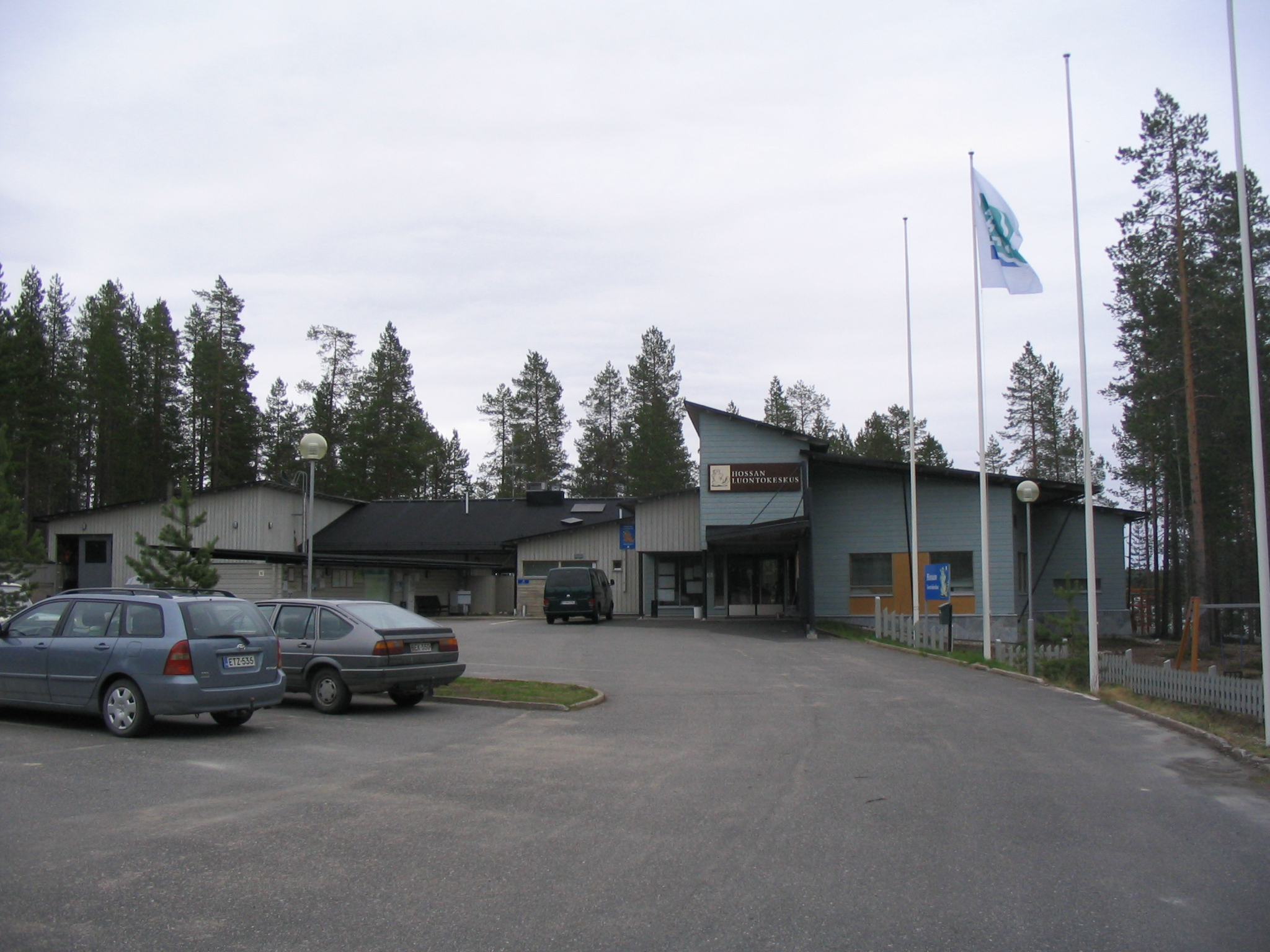